# George Osborne (Politiker)

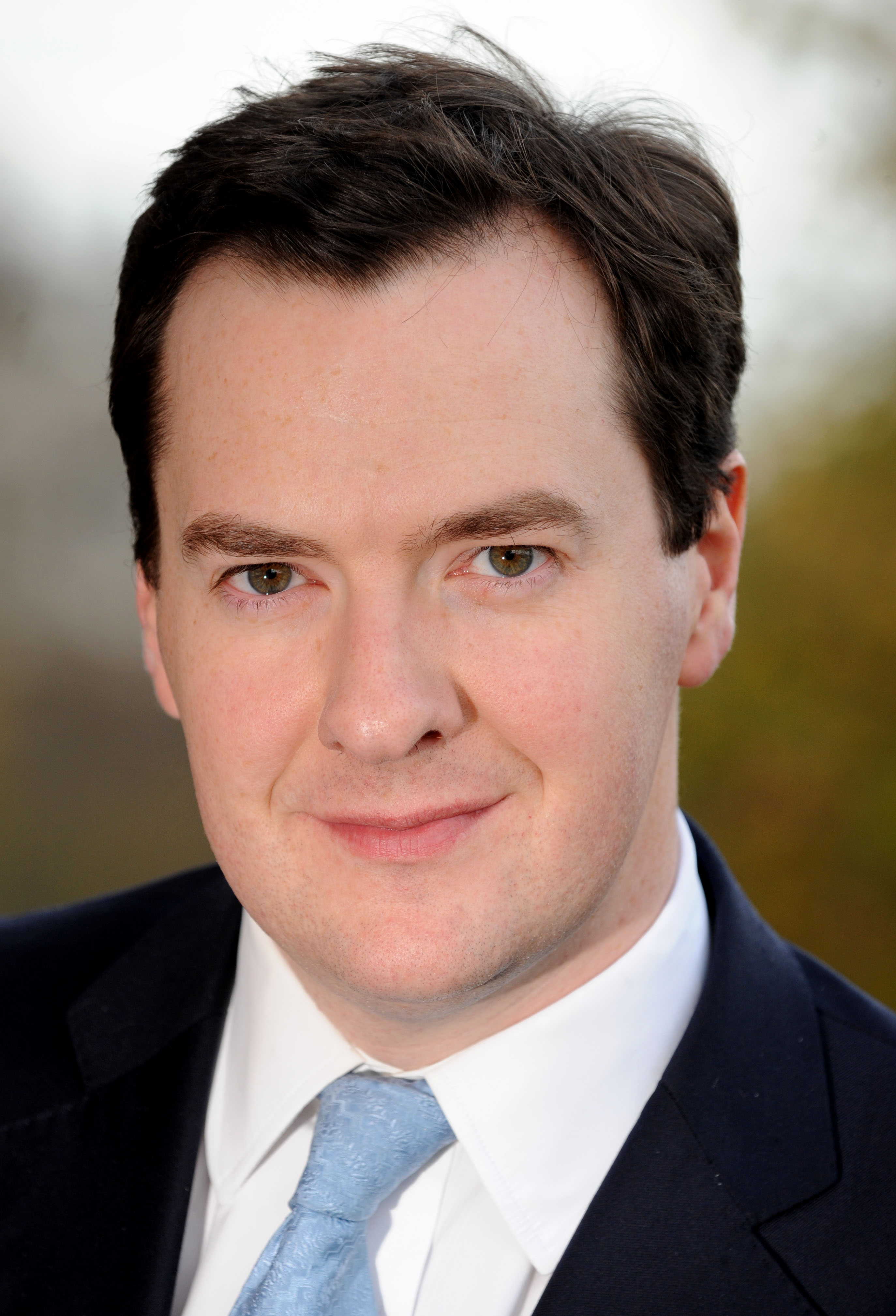
George Osborne

George Gideon Oliver Osborne CH (* 23. Mai 1971 in London als Gideon Oliver Osborne) ist ein britischer Politiker der Conservative Party und war Schatzkanzler in der Regierung von David Cameron. Camerons Nachfolgerin Theresa May entließ Osborne am 13. Juli 2016 und ersetzte ihn durch Philip Hammond.

## Jugend
George Osborne ist der älteste Sohn von Sir Peter Osborne, 17. Baronet of Ballintaylor and Ballylemon. Er studierte Neuere Geschichte am Magdalen College der University of Oxford. Während seines Studiums war er Mitglied der exklusiven Studentenvereinigung Bullingdon Club. und betätigte er sich als Herausgeber des Studentenmagazins Isis. Im Oktober 2005 kam eine Begebenheit in die Schlagzeilen der britischen Presse, die sich 1993 zugetragen haben soll: Jennifer Shackleton gab an, damals mit Osborne zusammen Kokain konsumiert zu haben, und legte Fotos als Beweise vor. Osborne bestreitet, Kokain genommen zu haben. Mit ähnlichen Vorwürfen sah sich auch David Cameron vor seiner Wahl zum Vorsitzenden der Conservative Party konfrontiert.

## Politische Karriere
Während der BSE-Krise Mitte der 1990er Jahre arbeitete Osborne als Berater des britischen Ministeriums für Landwirtschaft, Fischerei und Ernährung. Von 1997 bis 2001 fungierte er als Redenschreiber und Sekretär des damaligen Vorsitzenden der Conservative Party, William Hague. Im Juni 2001 wurde er als Abgeordneter für den Wahlkreis Tatton in der Grafschaft Cheshire in das House of Commons gewählt. Zu diesem Zeitpunkt war er der jüngste Abgeordnete der Conservative Party im Parlament. Bei den Wahlen zum Unterhaus im Jahre 2005 wurde er mit 51,8 % der abgegebenen Stimmen wiedergewählt. Anschließend wurde ihm im Alter von nur 33 Jahren das Ressort Finanzen im Schattenkabinett übertragen. Seitdem hat Osborne sich u. a. an der Idee einer Flat Tax interessiert gezeigt.
Nach dem Wahlsieg der Konservativen bei den Unterhauswahlen am 6. Mai 2010 wurde er zum Schatzkanzler ernannt. Er war damit Mitglied im ersten Kabinett unter Premierminister David Cameron.
Als Schatzkanzler betrieb Osborne eine konsequente Sanierungs- und Sparpolitik, um die Wettbewerbsfähigkeit des Landes, das sich 2008/09 in einer tiefen Rezession befunden hatte, wiederherzustellen. Die wirtschaftliche Erholung Großbritanniens wurde maßgeblich als Verdienst seiner Finanz- und Wirtschaftspolitik betrachtet; die Tageszeitung The Times wählte Osborne daher zum „Briten des Jahres 2013“.
Im August 2014 wurde auf Grund des Urteils des EuGHs der Verweis des Suchindexes von Google für die Begriffe George Osborne, brother, Islam oder Variationen davon auf den Wikipediaartikel, in welchem die Konversion von George Osbornes Bruder zum Islam erwähnt wurde, entfernt.
In einem Interview mit der BBC am 24. März 2015 benannte Premierminister David Cameron Osborne als einen seiner möglichen Nachfolger im Amt des Premierministers (neben Theresa May und Boris Johnson).
Nach der Unterhauswahl am 7. Mai 2015, die von den Konservativen gewonnen wurde, wurde Osborne erneut zum Schatzkanzler in der zweiten Regierung Cameron ernannt.
Im September 2015 besuchte Osborne als erster britischer Minister die westliche chinesische Provinz Xinjiang um wirtschaftliche Kontakte zu knüpfen. Von Menschenrechtsvertretern wurde er wegen der gleichzeitig stattfindenden Verfolgung und Umerziehung der Uiguren in China und der Umerziehungslager in Xinjiang dafür scharf kritisiert.
Beim Wahlkampf vor dem Referendum über den Verbleib des Vereinigten Königreichs in der Europäischen Union gehörte Osborne zu den engagiertesteren Vertretern des Verbleibens in der EU. Er warnte vor unabsehbaren Kosten eines „Brexits“ und wurde deswegen von den Brexit-Anhängern der Panikmache („scaremongering“) beschuldigt.
Nach der Ernennung Theresa Mays zur Premierministerin wurde George Osborne als Schatzkanzler durch den früheren Außenminister Philip Hammond ersetzt. Im Rahmen der Resignation Honours des ehemaligen Premierministers David Cameron wurde Osborne zum Companion of Honour ernannt.
Am 19. April 2017 wurde bekannt, dass Osborne bei der bevorstehenden Wahl nicht mehr antreten will. Er werde sich vorerst („for now“) aus dem House of Commons zurückziehen. Seit Mai 2017 ist er Herausgeber des Evening Standard.
Osborne trat ab Juni 2019 wieder politisch in Erscheinung. Zuerst sprach er sich in der parteiinternen Vorwahl der Conservative Party für die Wahl von Boris Johnson zum Nachfolger Theresa Mays aus, später wurde bekannt, dass Osborne aktiv nach Unterstützung suchte, die Nachfolge von Christine Lagarde als Direktor des Internationalen Währungsfonds antreten zu können. Johnson sprach sich dabei für die Wahl Osbornes aus. Letztendlich wurde jedoch dennoch die Nominierungsfrist verpasst und Osborne musste seine Ambitionen auf den Posten wenig später aufgeben.

## Privates
Osborne war bis Juli 2019 mit der Autorin Frances Howell verheiratet und hat zwei Kinder. Sie besitzen eine Katze namens Freya, die 2012–2014 Chief Mouser to the Cabinet Office war. Im April 2016 veröffentlichte er, dass sein Einkommen im Jahr 2015 126.528 Pfund nach Steuern betrug. Er bezog 2017 sein Gehalt aus drei Quellen: als Leiter des London Evening Standard, als Unterhausabgeordneter (Jahresgehalt: 86.000 €) und als Berater für die US-Investmentfirma BlackRock (Jahresgehalt: 750.000 €).
Osborne fand spät heraus, dass er durch seine familiäre Abstammung Jude ist.
Im Juli 2019 wurde bekannt, dass Osborne und seine Frau sich scheiden lassen.